# Laurence Tisch
Laurence Allen „Larry“ Tisch (* 5. März 1923 in New York City; † 15. November 2003 ebenda) war ein US-amerikanischer Manager.

## Leben
Der in Bensonhurst, einem Stadtviertel von Brooklyn, geborene Laurence Tisch stammte aus einer jüdischen russischen Einwandererfamilie und besuchte zunächst die DeWitt Clinton High School in der Bronx und später die Erasmus Hall High School in Brooklyn. Sein jüngerer Bruder war Preston Robert Tisch. Gemeinsam mit seinem Bruder war er Anteilseigner des Unternehmens Loews. Als Investor stieg er Mitte der 1980er in das Medienunternehmen CBS ein. Von 1986 bis 1995 leitete er dieses als CEO, ehe er es 1995 an Westinghouse verkaufte. 1999 erwarb wiederum Viacom, ein ehemaliges Tochterunternehmen von CBS, Westinghouse.
Als Philanthrop förderte er unter anderem mit Geldspenden das Metropolitan Museum of Art, die New York University, das NYU Medical Center und die Wildlife Conservation Society. 1948 heiratete er Wilma Stein und hatte mit ihr vier Söhne. 2003 wurde Laurence Tisch in die American Academy of Arts and Sciences gewählt.
Die Tisch School of the Arts der New York University wurde nach den Tisch-Brüdern benannt.